# Sindangsari (Kawali)
Sindangsari is een bestuurslaag in het regentschap Ciamis van de provincie West-Java, Indonesië. Sindangsari telt 2993 inwoners (volkstelling 2010).